# Leichtmetallwagen Typ «Seetal»

Zweitklass-Personenwagen Typ Seetal Bi 50 85 28 03 019-2

Leichtmetallwagen Typ «Seetal» waren vierachsige Drehgestellwagen mit offenen Plattformen, die die Schweizerischen Bundesbahnen (SBB) 1947 bis 1950 für den Einsatz auf der Seetalstrecke und weiteren Nebenlinien beschafften. Sie waren ursprünglich offiziell als Wagen für Nebenlinien bezeichnet, später wurden sie von den SBB als Typ Seetal klassiert.

## Geschichte
Für die 1922 übernommene steigungsreiche Seetalbahn mussten die SBB stets möglichst leichte Wagen einsetzen. Ein dafür geeigneter Wagentyp konnte während des Zweiten Weltkriegs wegen Rohstoffmangels nicht beschafft werden. Erst 1947 wurde die Erneuerung des Wagenparks für Nebenlinien in die Hand genommen. Die SBB entwickelten zusammen mit der Schweizerischen Wagons- und Aufzügefabrik Schlieren (SWS) einen besonders leichten und kostengünstigen Wagen mit offenen Plattformen. Die Fahrzeuge wiesen einige bemerkenswerte technische Neuerungen auf und fanden bei den Fahrgästen Anklang.

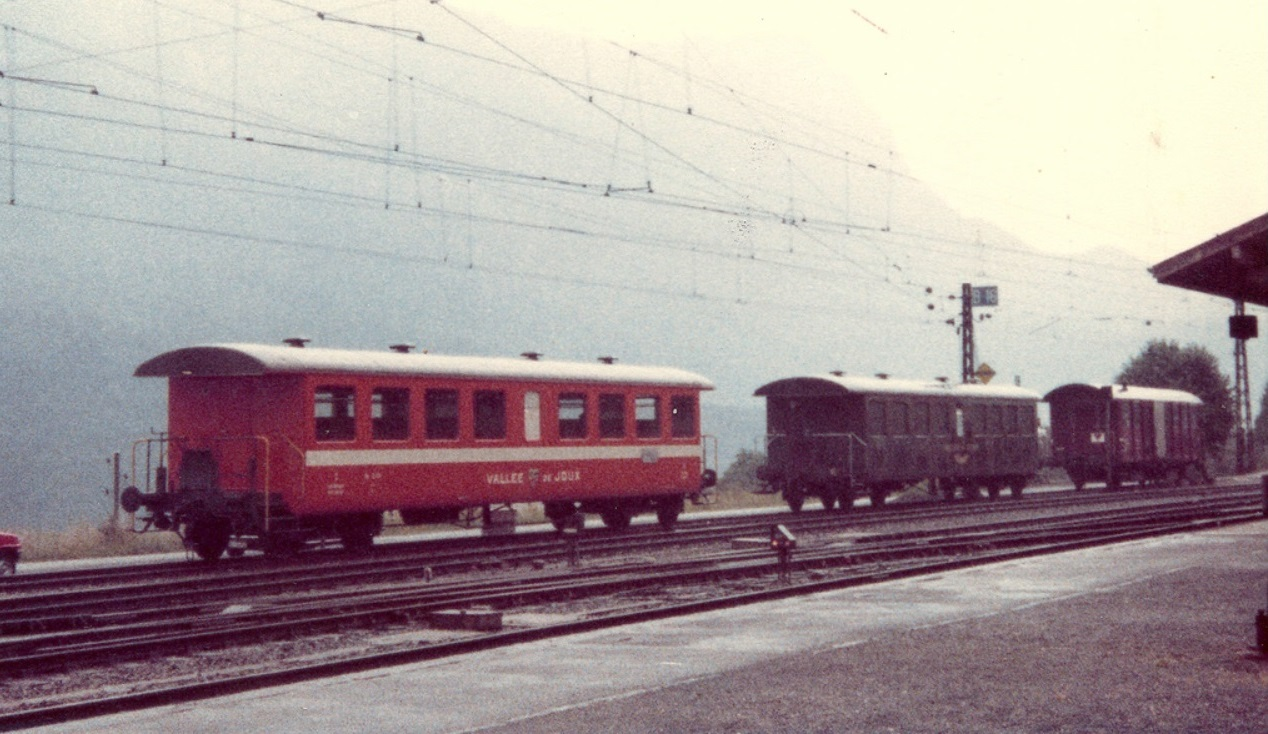
Die beiden Wagen Bi 475 (Mitte) und Bi 476 (links, in oranger VST-Einheitslackierung) vom Typ Seetal beschaffte die PBr zusammen mit den SBB.

Die ersten drei BC4- und drei C4-Wagen wurden Anfang 1948 in Betrieb genommen und am 12. Juni 1948 mit einer Pressefahrt im Seetal der Öffentlichkeit vorgestellt. Die Wagen bewährten sich, so dass 1950 von den beiden Wagentypen je 17 weitere Fahrzeuge in Betrieb kamen. Der Bestellung schloss sich die Pont–Brassus-Bahn (PBr), deren Züge von den SBB geführt wurden, mit je einem Wagen an. Zeitweise war die Beschaffung weiterer 60 Wagen vorgesehen, doch wurde 1957 ein vereinfachter Leichtstahlwagen mit Mitteleinstieg entwickelt, der ursprünglich für den Einsatz auf Nebenlinien vorgesehen war.
Die meisten der Wagen verkehrten auf der Seetallinie Luzern–Wildegg und wurden bald als Seetalwagen bezeichnet. Sie kamen auch auf anderen Nebenlinien wie Vallorbe–Le Brassus, im Tösstal und auf der Strecke Sulgen–St. Gallen zum Einsatz. 
In den 1970er-Jahren entsprachen die Plattformwagen nicht mehr den Komfortansprüchen der Passagiere und litten unter Alterserscheinungen. Besonders im Winter drang beim Öffnen der Türen jedes Mal kalte Luft ins Wageninnere. Die Wagen wurden nach und nach ausrangiert oder verkauft. Ab Beginn des Taktfahrplans 1982 kamen im Seetal Leichtstahlwagen zum Einsatz. Die Seetalwagen verkehrten noch auf den Zweigstrecken Beinwil am See–Beromünster und Lenzburg–Wildegg oder als Verstärkungs- oder Güterzugbegleitwagen. Im November 1984 wurden die letzten Wagen ausrangiert. Lediglich der ABDi 81-03 000 blieb bis 1990 im Betrieb.

## Konstruktion und Umbauten
Um Kosten und Rohstoffe zu sparen, wurden Teile von ausrangierten Personenwagen verwendet. Das Untergestell wurde aus wiederverwendeten Stahlträgern aufgebaut, das wie bei Holzkastenwagen mit einem Sprengwerk verstärkt wurde. Die Kasten waren aus Aluminium in Nietbauart hergestellt. SWS entwickelte für diesen Wagentyp speziell einfache Drehgestelle mit quergestellten Kastenblattfedern, deren Laufeigenschaften bis zur Höchstgeschwindigkeit von 100 jedoch überzeugten. Die automatische Bremse wurde mit von den Ateliers des Charmilles SA neu entwickelten Steuerventilen ausgerüstet, die sich durch grössere Empfindlichkeit und einer höheren Durchschlagszeit auszeichneten. Bei der Heizung verzichtete man auf Raumthermostate, so dass die Wagen oft überheizt oder zu kalt waren.
Das Äussere der Seetalwagen veränderte sich im Laufe der Jahre kaum. 1956 wurden mit der Abschaffung des Dreiklassensystems die Fahrzeuge in Erst-Zweitklasswagen AB4 und Zweitklasswagen B4 umbezeichnet. Ende der 1950er- und zu Beginn der 1960er-Jahre wurde die Regulierbremse ausgebaut. In den 1960er-Jahren wurden die Zweitklasswagen leicht gepolstert und die Sitze der Erstklasswagen mit neuem Plüschstoff überzogen. Ab 1970 wurde die Charmilles-Personenzugbremse durch eine Oerlikon-Bremse ersetzt. 1968 wurde im C4i 7717 für den Einsatz in Pendelzügen auf der Stichstrecke Beinwil–Beromünster eine Vielfachsteuerleitung Vst III eingebaut. 1971 erhielt Wagen Nr. 7718 die gleiche Ausrüstung. 1977 wurde auf der Strecke Luzern–Wildegg der Pendelzugbetrieb eingeführt und weitere acht Wagen mit Vielfachsteuerleitung ausgerüstet.

## Wagentypen

### C4 und BC4

Zweit-/Drittklasswagen ABi AB 50 85 37-03 005-0

Die Drittklasswagen C4 9711–9713/7704–7720 und Zweit-/Drittklasswagen BC4 5511–5130 unterschieden sich nur geringfügig voneinander. In der Mitte der Wagen befand sich die Toilette mit Vorraum. Beim C4 war auf der einen Seite der Toilette das Raucher- und auf der anderen das Nichtraucherabteil angeordnet.
Beim BC4 befand sich in der einen Wagenhälfte das Zweitklass- und auf der anderen das Drittklassabteil. Auch die zweite Klasse hatte 2+2-Sitzanordnung. Beide Wagenhälften des BC4 waren unterteilt in Raucher- und Nichtraucherabteil. Weil der BC4 genau in der Wagenmitte auf die beiden Wagenklassen aufgeteilt war, kam es in der zweiten Klasse zu je einem halben Zugabteil links und rechts der Schwingtüre zwischen Raucher- und Nichtraucherabteil. Die beiden Halbabteile waren von aussen an den schmaleren Fenstern erkennbar.

### BCF4 5291–5295

Personenwagen 1. und 2. Klasse ABDi 50 85 81-03 000-6 mit Gepäckabteil

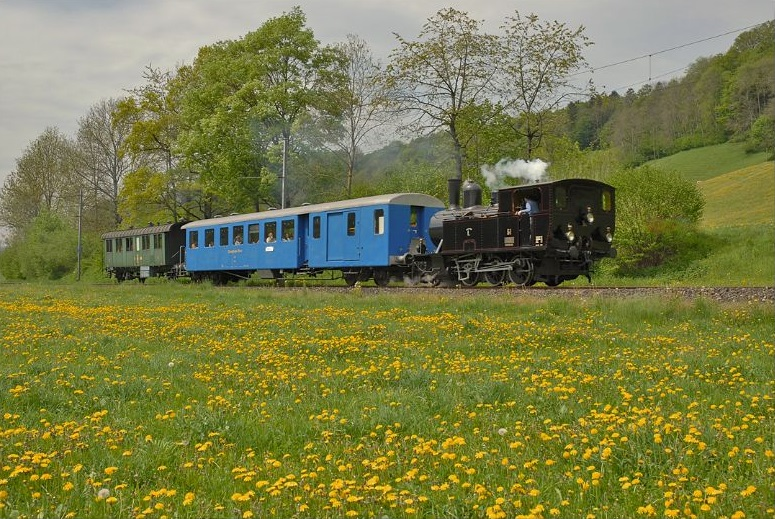
Zug der Dampfbahn Bern mit dem blauen BCF 4652 in Oberei (Strecke Sumiswald–Wasen). Bei den SBB trug der Wagen als BCF4 4652 einen grünen Anstrich.

Wegen des chronischen Triebfahrzeugmangels kamen auf neu elektrifizierten Linien wie Turgi–Koblenz, Winterthur–Koblenz –Stein-Säckingen, Schaffhausen–Etzwilen oder Lausanne–Palézieux –Kerzers –Lyss Rote Pfeile oder der Jurapfeil zum Einsatz. Weil die Roten Pfeile keine Zweitklassplätze zur Verfügung stellten und ein Gepäckabteil fehlte, wurden sie 1944 bis 1946 mit einer Schraubenkupplung zum Anhängen von Wagen versehen. Die Zugkraft dieser Triebwagen war jedoch beschränkt und es war ein Anhängewagen mit Gepäckabteil notwendig. So entstanden 1947 die leichten Anhängewagen BCF4.
Die zweite und die dritte Klasse waren unterteilt in ein Raucher- und ein Nichtraucherabteil. Zwischen der zweiten und der dritten Klasse befand sich eine Toilette mit Vorraum. Zudem war ein Gepäckabteil mit vier Tonnen Ladegewicht vorhanden. Die ersten beiden Wagen 5291 und 5292 hatten auf der Seite des Zweitklassabteils eine offene Plattform. Die anderen drei Wagen waren mit geschlossener Plattform und Flügeltüren ausgestattet. Ein zweiter Eingang mit Flügeltüren befand sich zwischen dem Drittklass- und dem Gepäckabteil. Die Bauart des Untergestells, der Drehgestelle, der Leichtmetallkasten und der Innenausstattung entsprach den Seetalwagen. 
Durch die Verkehrszunahme in den 1950er-Jahren kamen die Wagen zusammen mit den stärkeren Ce 4/6-Triebwagen in der ganzen Schweiz zum Einsatz. Anfang der 1970er-Jahre wurde im Gepäckraum eine Wanne mit Gitterrost eingebaut. Der ABDi 81-03 00 erhielt 1973 ein von der Heizleitung gespeistes Batterieladegerät und wurde zusammen mit dem Jurapfeil für die Hafenzüge Rorschach–Rorschach Hafen eingesetzt. Die anderen Wagen kamen ins Seetal und verkehrten zusammen mit den verwandten Seetal-ABi und -Bi. 1982 wurde das Erstklassabteil deklassiert, eine Umbezeichnung der ABDi wurde aber nicht mehr vorgenommen.

## Technische Daten
| Anzahl | Typ  | Anzahl | Länge über Puffer | Drehzapfenabstand | Eigengewicht | Sitzplätze 1. Kl. | Sitzplätze 2. Kl. | Gepäckraum |
| ------ | ---- | ------ | ----------------- | ----------------- | ------------ | ----------------- | ----------------- | ---------- |
| 21     | BC4  | 20     | 18,4 m            | 14,6 m            | 20 t         | 24                | 32                |            |
| 21     | C4   | 20     | 18,4 m            | 14,6 m            | 20 t         |                   | 64                |            |
| 5      | BCF4 | 5      | 21,7 m            | 15,6 m            | 22–23 t      | 16                | 32                | 14 m²      |

## Bestand und Verbleib der Wagen
| Bau     | Bezeichnung    | ab 1950/52     | ab 1956        | ab 1963        | ab 1967/70 | ausrangiert | Weiterverwendung/Verkauf                                                                                           |
| ------- | -------------- | -------------- | -------------- | -------------- | --- | ----------- | --- |
| 1947–48 | BC4 5111–5113  | BC4 4401–4403  | AB4 4401–4403  | ABi 4401–4403  | ABi 50 85 37-03 000–002 | 1973–78     | 001: an CFTR |
| 1950    | BC4 5114–5130  | BC4 4404–4420  | AB4 4404–4430  | ABi 4404–4420  | ABi 50 85 37-03 003–019 004 1977 → 502 (mit Vst) 005 1977 → 501 (mit Vst) 006 1977 → 500 (mit Vst) 009 1977 → 503 (mit Vst)                                                  | 1973–84     | 013: an DVZO 015–017: an OeBB, 017 2012 an STW 018–019: an SOB 502: an VDBB                                        |
| 1950    | PBr BC4 65     | BC4 65         | AB4 65         | ABi 65         | Bi 475 | 1985        | ATV/CTVJ Nr. 4420 (rot)                                                                                            |
| 1947–48 | C4 9711–9713   | C4 7701–7703   | B4 7701–7703   | Bi 7701–7703   | Bi 50 85 28-03 000–002 | 1983        | |
| 1950    |                | C4 7704–7720   | B4 7704–7730   | Bi 7704–7720   | Bi 50 85 28-03 003–019 006 1977 → 504 (mit Vst) 007 1977 → 502 (mit Vst) 012 1977 → 505 (mit Vst) 013 1977 → 503 (mit Vst) 016 1968 → 500 (mit Vst) 017 1971 → 501 (mit Vst) | 1975–84     | 008 Umbau zu X 30 85 97-07 553 009 und 018 1984 an SHM, 2012 an STW 010 und 019 1984 an SHM, 2012 an STW 503: DVZO |
| 1950    | PBr C4 476     | C4 476         | B4 476         | Bi 476         | Bi 476 | 1993        | ATV/CTVJ Nr. 7476 (braun)                                                                                          |
| 1947    | BCF4 5291–5295 | BCF4 4651–4655 | ABD4 4651–4655 | ABDi 4651–4655 | ABDi 50 85 81-03 000–004 | 1983–90     | 001–003: an SOB |